# Пітон Альбертіса
Пітон Альбертіса (Leiopython albertisii) — неотруйна змія з роду білогубі пітони родини пітони.

## Опис
Загальна довжина коливається від 1 до 1,8 м. Спина має коричневий або каштановий колір, світліші жовто-коричневі боки та світлим кремовим черевом. Таке забарвлення тіла різко контрастує з лискатою чорною головою з чіткими поперечними чорно-білими смугами на «губах».

## Спосіб життя
Полюбляє прибережні дощові ліси, чагарникову рослинність. Харчується дрібними ссавцями, не гребує й птахами.
Це яйцекладна змія. Самиця відкладає до 5—8 яєць. Молоді пітони з'являються через 57—65 днів.

## Розповсюдження
Мешкає на о. Нова Гвінея, в Індонезії, островах у Торесовій протоці.